# Fort de São Teodósio da Ponta do Cavalo
Le fort de São Teodósio da Ponta do Cavalo, ou Forte da Ponta do Cavalo ou Forte do Cavalo, est une fortification militaire située dans la freguesia de Castelo, sur le territoire de la municipalité de Sesimbra (district de Setúbal, Portugal),.
Autrefois, il faisait partie de la ligne défensive du tronçon de littoral connu aujourd'hui, en termes de tourisme, sous le nom de Costa Azul, et qui, au XVIIe siècle, s'étendait d'Albarquel à Sesimbra, complétant la défense de l'importante ville maritime de Setúbal. Avec le fort de Santiago de Sesimbra, auquel étaient subordonnées : le fort de Santiago do Outão, le fort de Santa Maria da Arrábida, le fort de São Domingos da Baralha et le fort de Nossa Senhora do Cabo, à Espichel, constituaient les défenses côtières.
C'est là que se trouve le phare du Fort de Punta Cavalo. Il est classé Immeuble d'intérêt public (Catégorie IIP) depuis 1978.

## Historique
La fortification remonte à l'époque de la Restauration de l'Indépendance (pt), lorsque sa construction fut décidée sous le règne de Jean IV (1640-1656). Sa conception fut confiée à Simão Falónio, qui l'imagina en pisé (1640). Il ne se concrétisa cependant que dans le cadre du remodelage complet de la stratégie défensive du royaume, sous l'invocation de saint Théodose, commencé en 1648, le fort fut inaugurée en 1652, selon un projet attribué à l'ingénieur militaire et architecte Sebastião Pereira de Frias.
Il a subi des dommages lors du tremblement de terre de 1755.
Au XIXe siècle, il fut garni et équipé d'artillerie lors de la guerre d'indépendance espagnole, lors de la première invasion française sous le commandement du général Junot (1807-1808). Abandonné par la garnison en 1822, il fut de nouveau garni pendant la guerre civile portugaise.
Ce n'est qu'en 1895 que commencèrent les travaux d'installation du phare actuel, dans la soi-disant Bateria Alta, qui commença à fonctionner l'année suivante, signalant l'entrée du port de Sesimbra.
Au cours du dernier quart du XXe siècle, à la demande de la direction générale des phares, des travaux de reconstruction et d'adaptation ont été réalisés par la direction générale des bâtiments et monuments nationaux (DGEMN) (1976). Considéré comme bien d'intérêt public par le décret no 95/78, publié le 12 septembre 1978, de nouveaux travaux de récupération et d'amélioration ont été réalisés en 1981-1983, 1986 et 1991.
Appartenant actuellement au Ministère de la Défense Nationale (Marine portugaise), ses installations sont utilisées comme résidence du gardien du phare.

## Caractéristiques

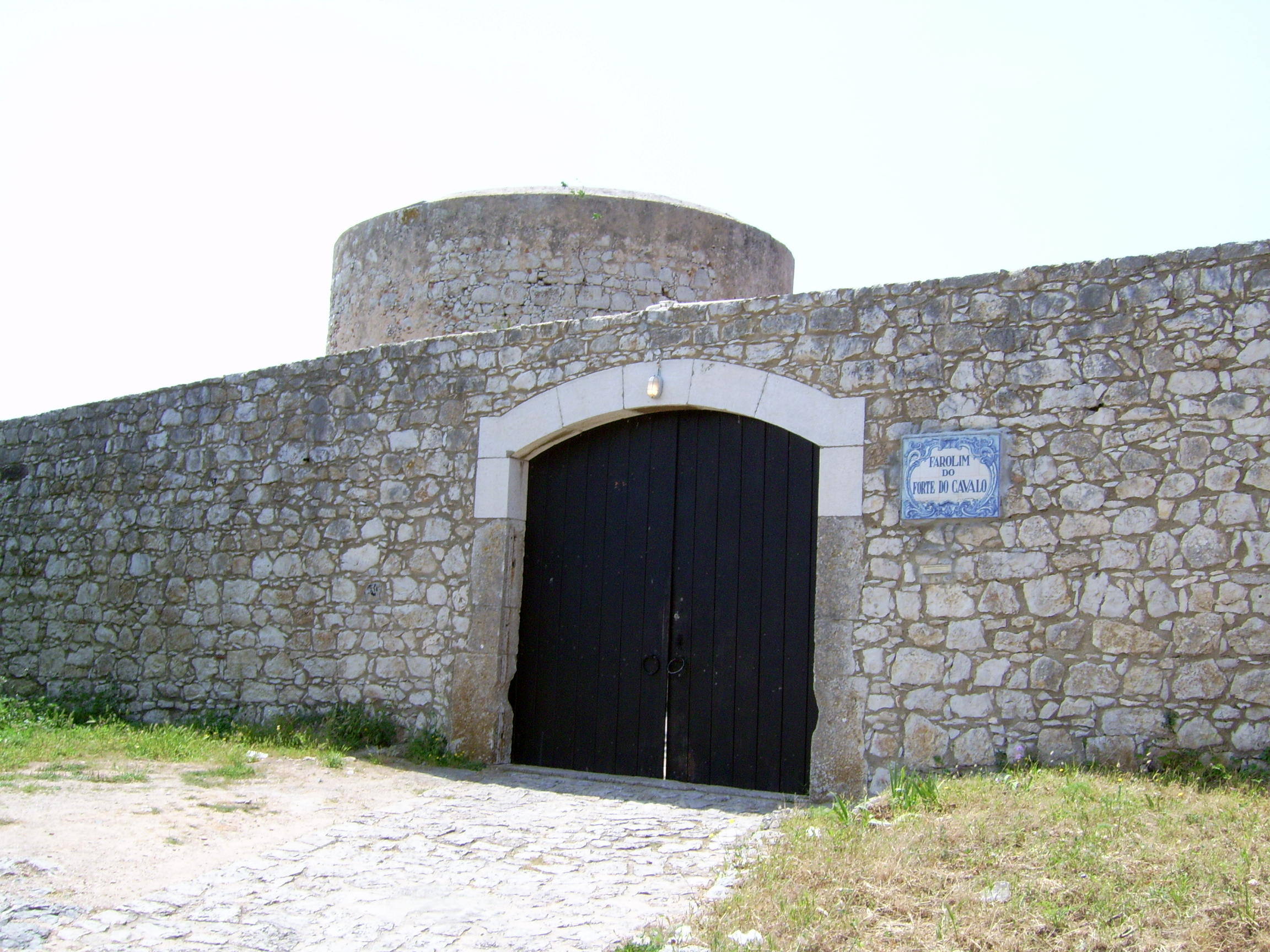
Fort de São Teodósio de Ponta do Cavalo : vue de la porte.

Cette fortification maritime, construite en maçonnerie de pierre et de brique, présente un plan polygonal irrégulier, de style maniériste. Accessible par une simple porte ronde, la place d'armes abrite une tour circulaire avec terrasse. Elle est flanquée de bâtiments récents, où réside actuellement le gardien du phare.
Aux extrémités, on trouve deux bastions aux murs inclinés, là où s'ouvraient à l'origine les sabords des pièces d'artillerie. Dans l'angle saillant à l'ouest se trouve une guérite prismatique. La fortification s'étendait à l'origine vers l'est. Cette partie du bâtiment fut détruite lors de la construction du port-abri et de la route qui y donnait accès.